# 10138 Ohtanihiroshi
10138 Ohtanihiroshi este un asteroid din centura principală de asteroizi.

## Descriere
10138 Ohtanihiroshi este un asteroid din centura principală de asteroizi. A fost descoperit pe 16 septembrie 1993 la Kitami de Kin Endate și Kazuro Watanabe. Asteroidul prezintă o orbită caracterizată de o semiaxă mare de 2,58 ua, o excentricitate de 0,15 și o înclinație de 4,0° în raport cu ecliptica.